# Bistra, Vrhnika
Bistra este o localitate din comuna Vrhnika, Slovenia, cu o populație de 44 de locuitori.